# Perl (програмски језик)
Perl је слободни, независни од платформе и интерпретирани програмски језик којег је развио Aмериканац Лери Вол 1987. године. Настао је као синтеза програмског језика , неких команди оперативног система јуникс и других елемената.
Скраћеница PERL потиче од Practical Extraction and Report Language која прецизно објашњава најјаче особине перла - Practical за практичност тј. брже писање програма него у програмском језику C, Extraction за издвајање и анализу датотека и података, Report за генерисање излазних података и Language за програмски језик - иако га неки сврставају само у групу скрипт-језика и тиме неоправдано омаловажавају.

## Синтакса
има синтаксу врло сличну оној  -а, Jave и јуникс командне линије (енгл. shell).

### Петље
- петља:

```
for
 
(
$counter
=
$min
;
 
$counter
 
<=
 
$max
;
 
$counter
++
 
)
 
{

        
# radi nesto

}

```

## Основе

### Стандардни типови варијабли
Перл познаје три стандардна (примитивна) типа промјењивих:
- број
- низ знакова
- референца

### Скалари
Скаларна варијабла у перлу је у стању снимити само једну вриједност стандардних типова промјењивих. До вриједности једног скалара можемо доћи тј. она се може промијенити тако што пред назив скалара ставимо префикс $ (долар).
```
$jedinica
 
=
 
'metar'
;

$obim_zemlje
 
=
 
12756000
;

$visina
 
=
 
1.80
;

$horizontalna_udaljenost
 
=
 
sqrt
(
$visina
 
*
 
$obim_zemlje
);

```

Назив скалара може бити дуг до 251 знак и може се састојати из великих и малих слова ASCII -ја, цифара и подвлаке ("_"). Осим тога, назив скалара не смије почињати цифром. Скаларне варијабле немају фиксни или статични тип. Умјесто тога аутоматски заузимају тип (или примитивни тип) садржаја.
Скаларе није потребно унапријед декларисати, али се то може урадити помоћу „квалификатора“ my или команде use vars:
```
my
 
$jedinica
;

use
 
vars
 
qw($jedinica $obim_zemlje $visina $horizontalna_udaljenost)
;

```

### Коментари
Знак  музичке повисилице # (назива се и hash или тараба) служи за означавање почетка коментара. Коментаром се сматра све од овог знака до краја текуће линије, исто као и у програмском језику  Пајтон.